# Stazione di Terni
La stazione di Terni è il principale scalo ferroviario di Terni e dell'Umbria meridionale, grazie alla confluenza di più linee, ed è caratterizzato da una forte vocazione industriale in virtù dei numerosi stabilimenti che un tempo vi risultavano raccordati, parte dei quali sopravvive ancora oggi. Altitudine piazzale binari 130 m s.l.m. 

## Storia
La stazione di Terni venne attivata nel 1866, contestualmente all'inaugurazione della Strada Ferrata «Pio Centrale», com'era chiamata all'epoca la ferrovia Roma-Ancona.
La località divenne di diramazione in seguito all'intervento della Legge 29 luglio 1879, n. 5002, promossa dal Ministro Baccarini, grazie alla quale fu possibile costruire la ferrovia Terni-L'Aquila inaugurata a tappe fra il 1882 e il 1883.
Il 12 luglio 1915 venne infine aperto all'esercizio il tronco Terni–Umbertide della Ferrovia Centrale Umbra.
L'attuale fabbricato viaggiatori venne completato nel 1951. La stazione di Terni rientra tra le stazioni del compartimento di Ancona .

## Strutture e impianti
All'interno della stazione si contano 5 binari passanti dotati di marciapiede per servizio viaggiatori, più uno tronco destinato al servizio regionale;  è inoltre presente un fascio di 15 binari merci ed una rimessa per il materiale rotabile.
Il fabbricato viaggiatori ospita al suo interno diversi servizi quali toilette, biglietterie, sale d'attesa, giornali, tabacchi, cappella cattolica e ristorazione. Oltre agli uffici per il personale di movimento, la stazione dispone anche di una sede della Polfer.
Lo scalo merci è direttamente raccordato con l'area industriale cittadina, la cui presenza è dominata dalle acciaierie di Terni. Fino al 1922 era inoltre presente un raccordo con la rete tranviaria cittadina, che consentiva l'inoltro dei carri ferroviari destinati alla tranvia Terni-Ferentillo. In seguito all'acquisizione della società di gestione di quest'ultima da parte della "Terni", il traffico fu razionalizzato raccordando la tranvia direttamente al raccordo tranviario.
Fra gli stabilimenti che un tempo risultavano raccordati con la stazione di Terni si ricordano anche le Officine Bosco, il Lanificio Italiano, la vicina fabbrica d'armi e lo Jutificio Centurini.

## Movimento
L'impianto è servito da 98 relazioni giornaliere divise in Frecciargento, InterCity svolte da Trenitalia, nonché corse Regionali e Regionali Veloci nell'ambito di contratti di servizio stipulati con le Regioni Lazio, Marche e Umbria.
Il traffico merci, soprattutto in relazione alla presenza del polo siderurgico, è curato da diverse imprese ferroviarie, fra cui Trenitalia e Compagnia Ferroviaria Italiana, che proprio a Terni ha la direzione.

## Interscambi
La stazione è servita da numerose linee di autobus urbani di Busitalia-Sita Nord e cooperative di trasporto indipendente, che qui osservano capolinea, nonché di quelle extraurbane, che utilizzano il vicino terminal-parcheggio per autobus. Sono attivi diversi servizi che portano all'attrazione turistica più importante della Valnerina: la Cascata delle Marmore. La linea più importante è la 7, non attiva nei giorni festivi, mentre l’extraurbana 621 è attiva tutti i giorni con diverse corse da/per la Cascata.
Fra il 1901 e il 1933 era inoltre presente il capolinea del servizio tranviario urbano; da qui il binario proseguiva lungo viale Tacito per raggiungere piazza Vittorio Emanuele, oggi piazza della Repubblica da un lato, e la barriera Valnerina, il varco doganale che si trovava nell'attuale piazza Bruno Buozzi. Da quest'ultima località aveva origine il servizio extraurbano della tranvia Terni-Ferentillo, svolto dalla medesima società esercente di quello urbano, la STET.

## Gino Papuli Gateway
Il 30 ottobre 2019 è stata inaugurata la Gino Papuli Gateway, un sovrappasso che collega la stazione di Terni (e quindi Piazza Dante Alighieri) al parcheggio di Viale Proietti Divi.

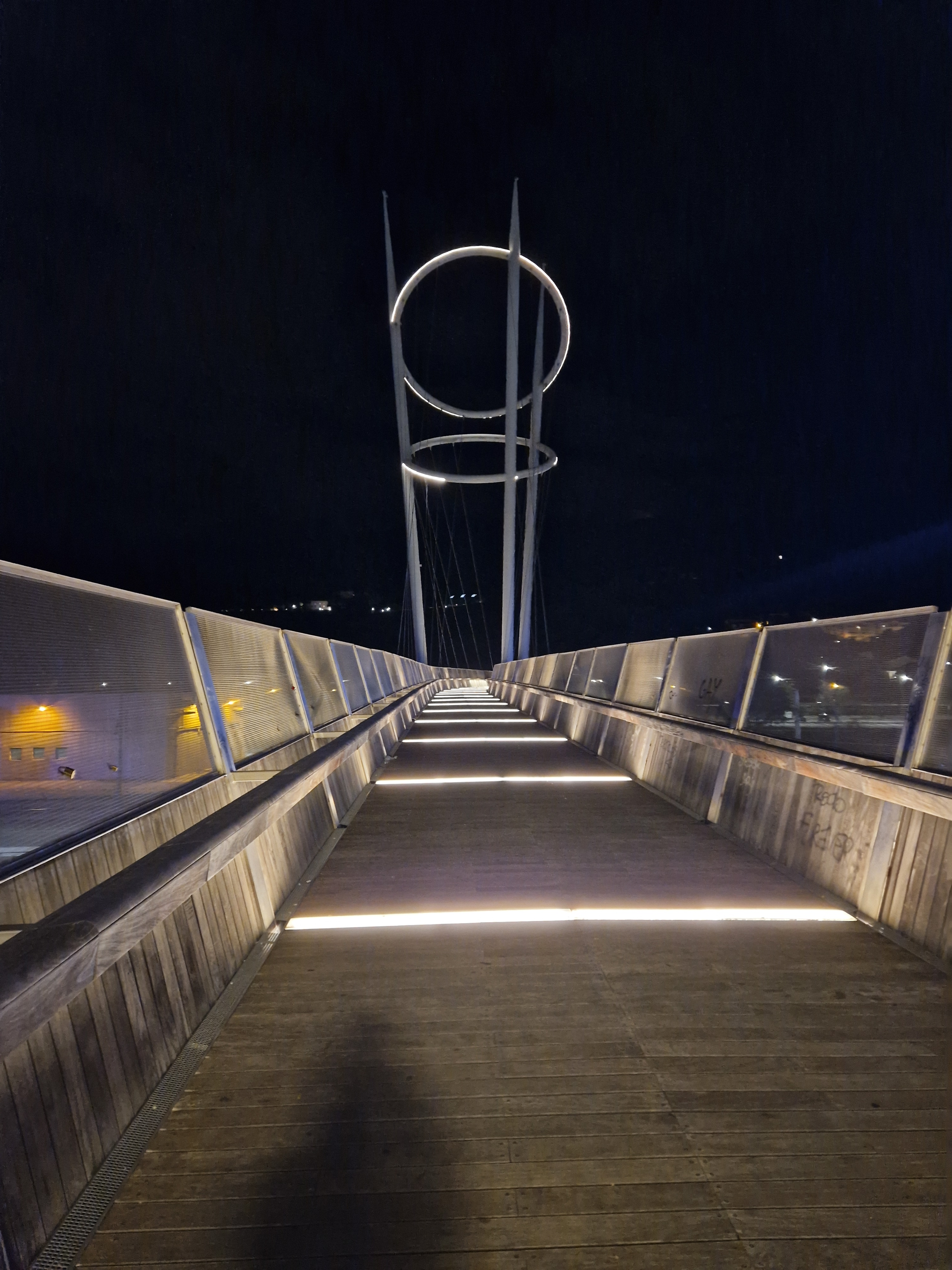
Parte iniziale lato stazione
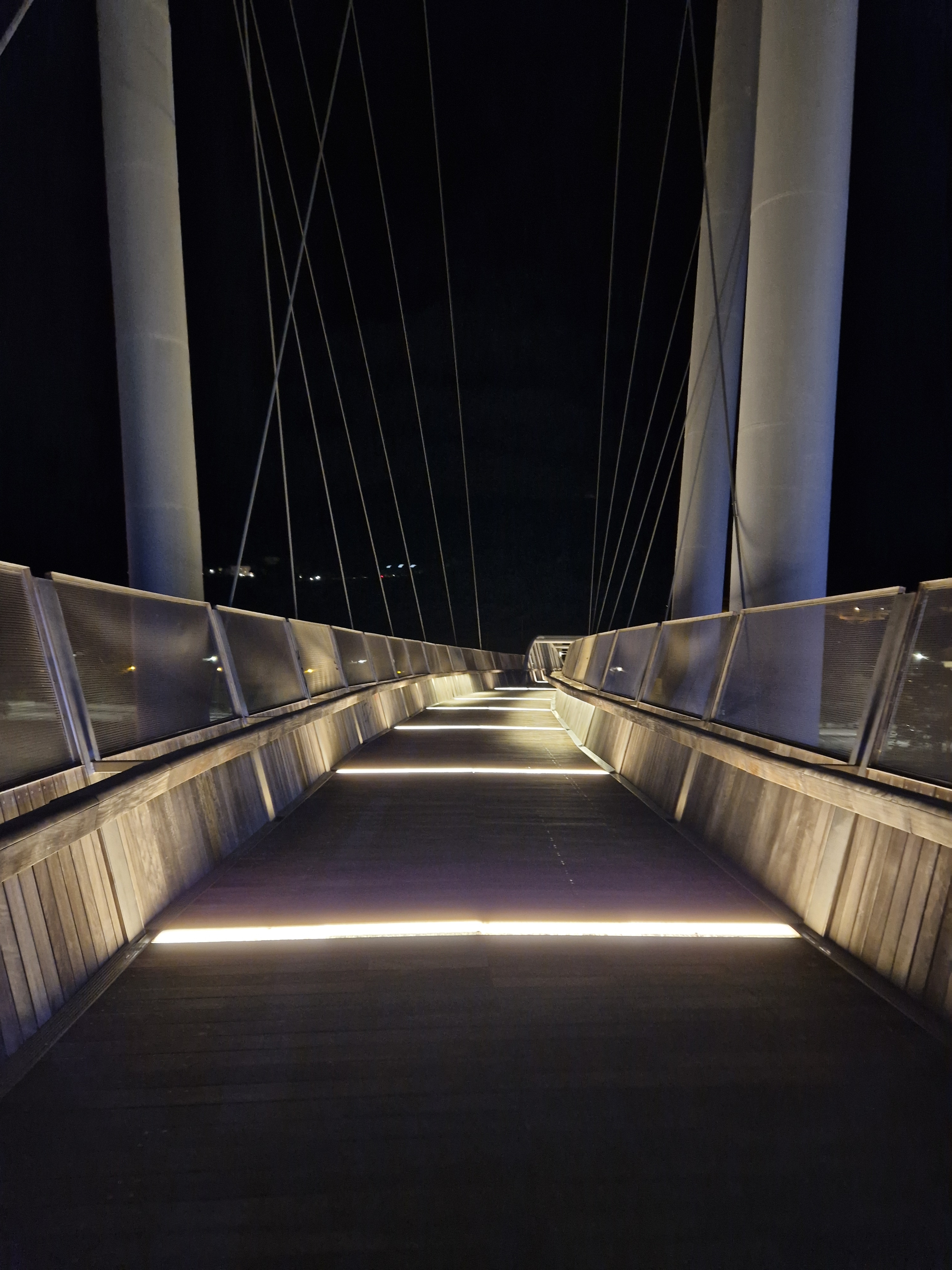
Parte centrale
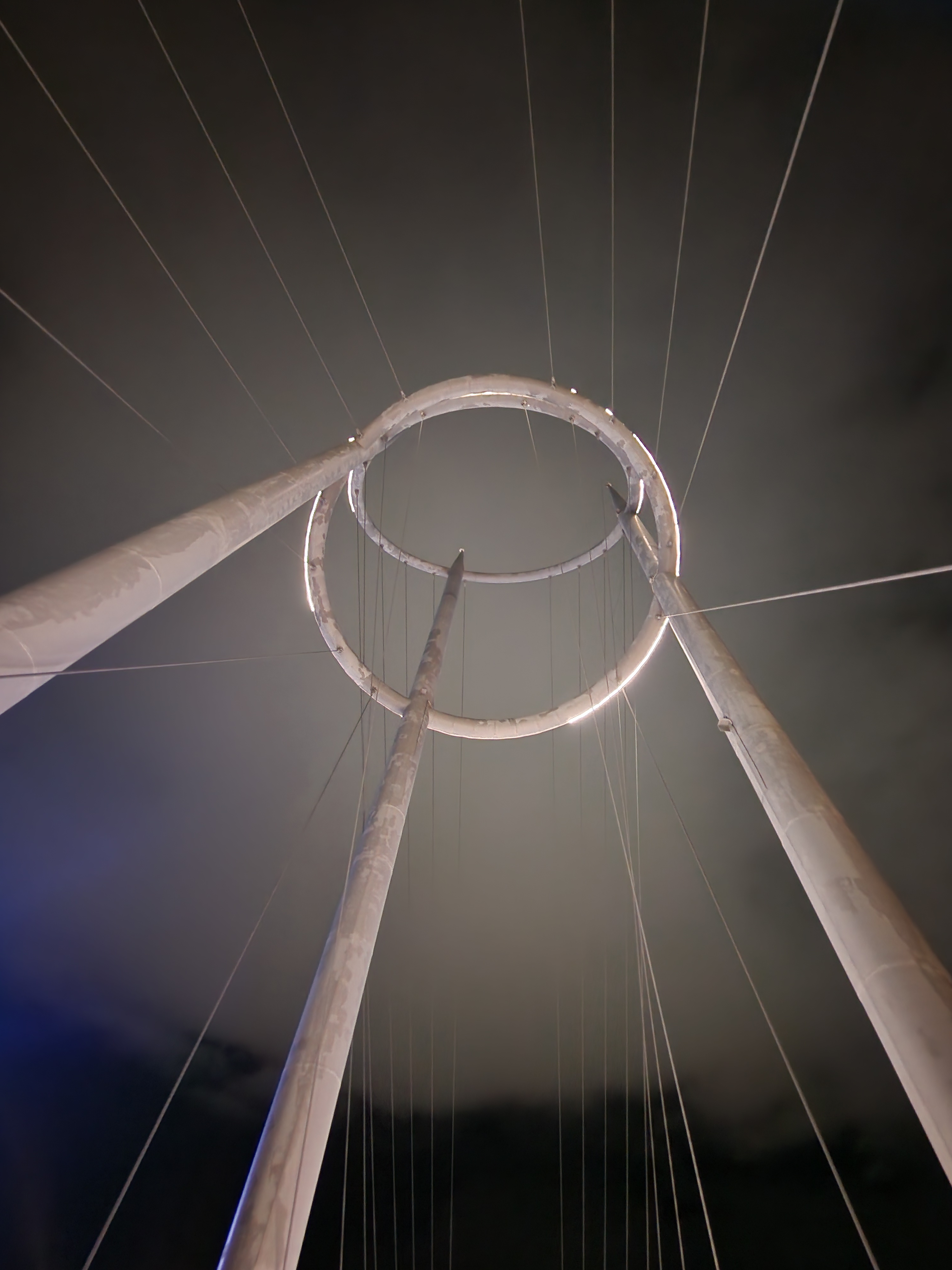
Vista dal basso del tripode che sorregge il ponte

## Servizi
La stazione, che RFI classifica nella categoria "Gold", dispone di:
- Biglietteria con sportello e automatiche
- Capolinea autolinee
- Parcheggio di scambio
- Parcheggio cicli e motocicli
- Stazione taxi
- Sottopassaggio
- Bar
- Edicola
- Ristorante
- Distributori automatici di snack e bevande
- Bagno
- Telefono pubblico
- Cappella
- Polizia ferroviaria
- Accessibilità per portatori di handicap
- Stazione video sorvegliata
- Annuncio sonoro automatico arrivi e partenze

## Galleria d'immagini

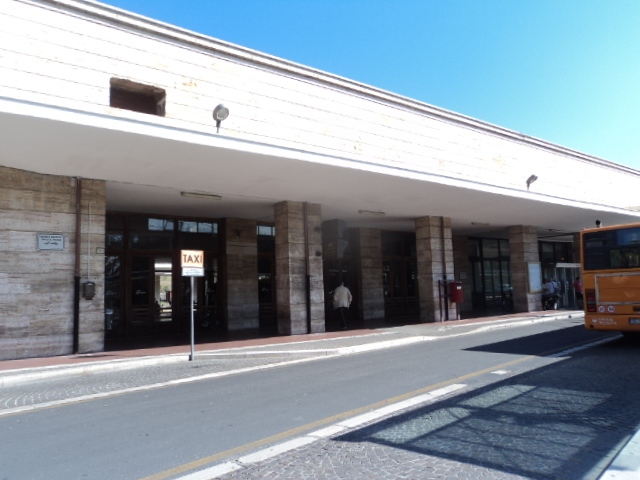
Esterno della stazione
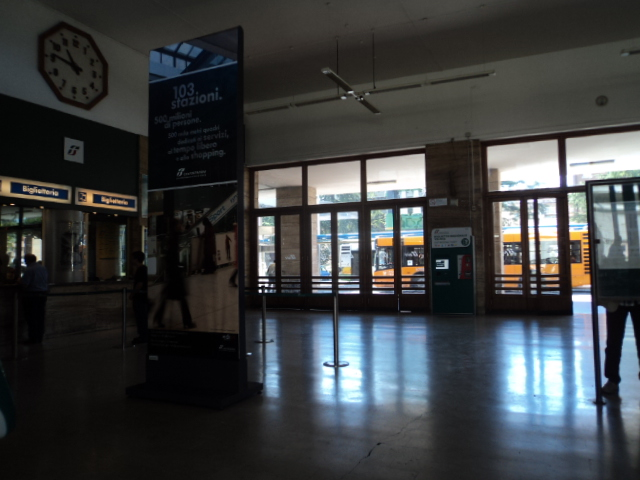
Atrio principale
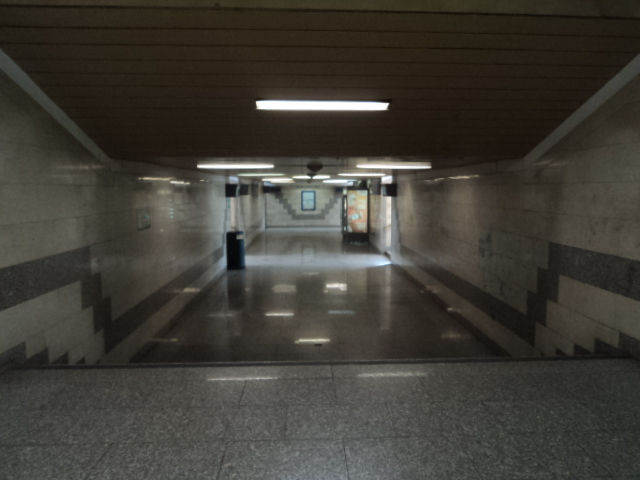
Sottopassaggio
Cappella
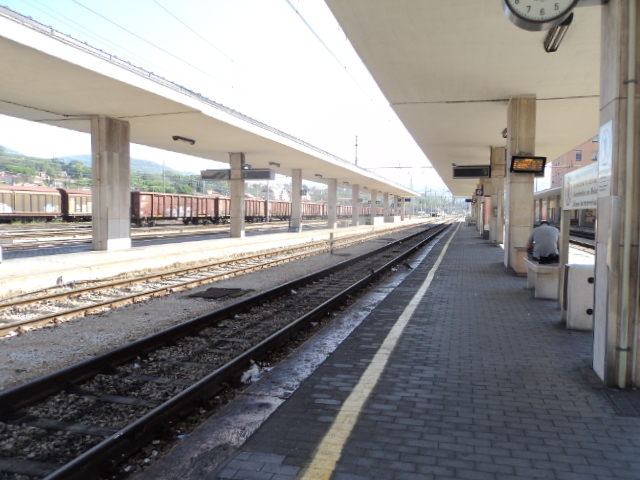
Vista dalla banchina
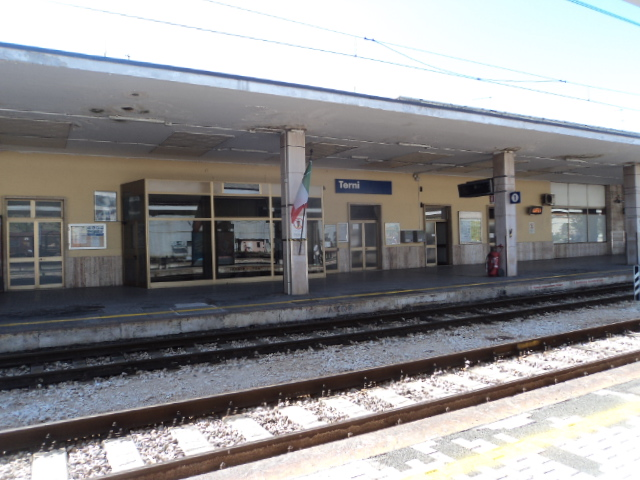
Vista dalla banchina
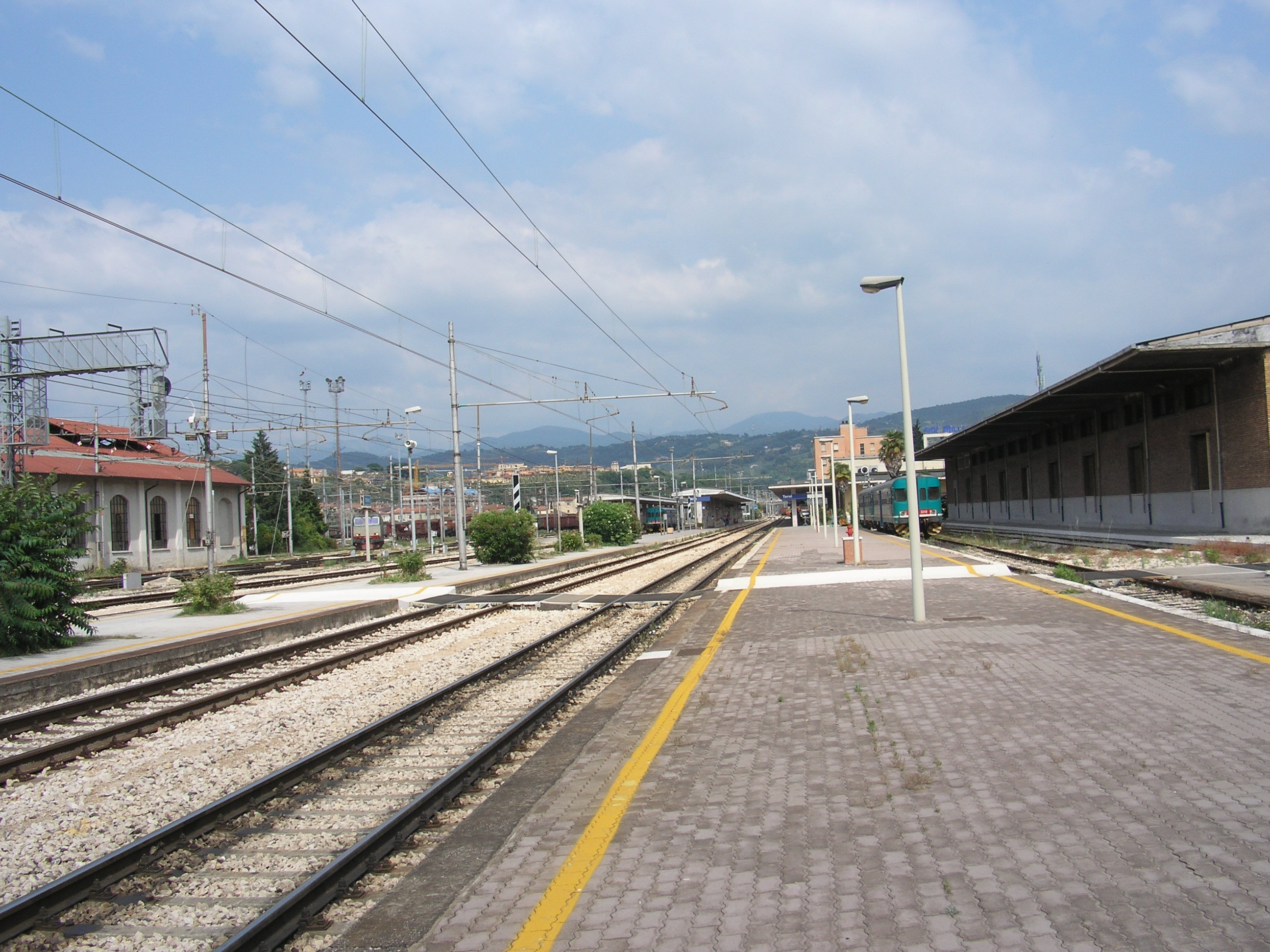
Vista della stazione.
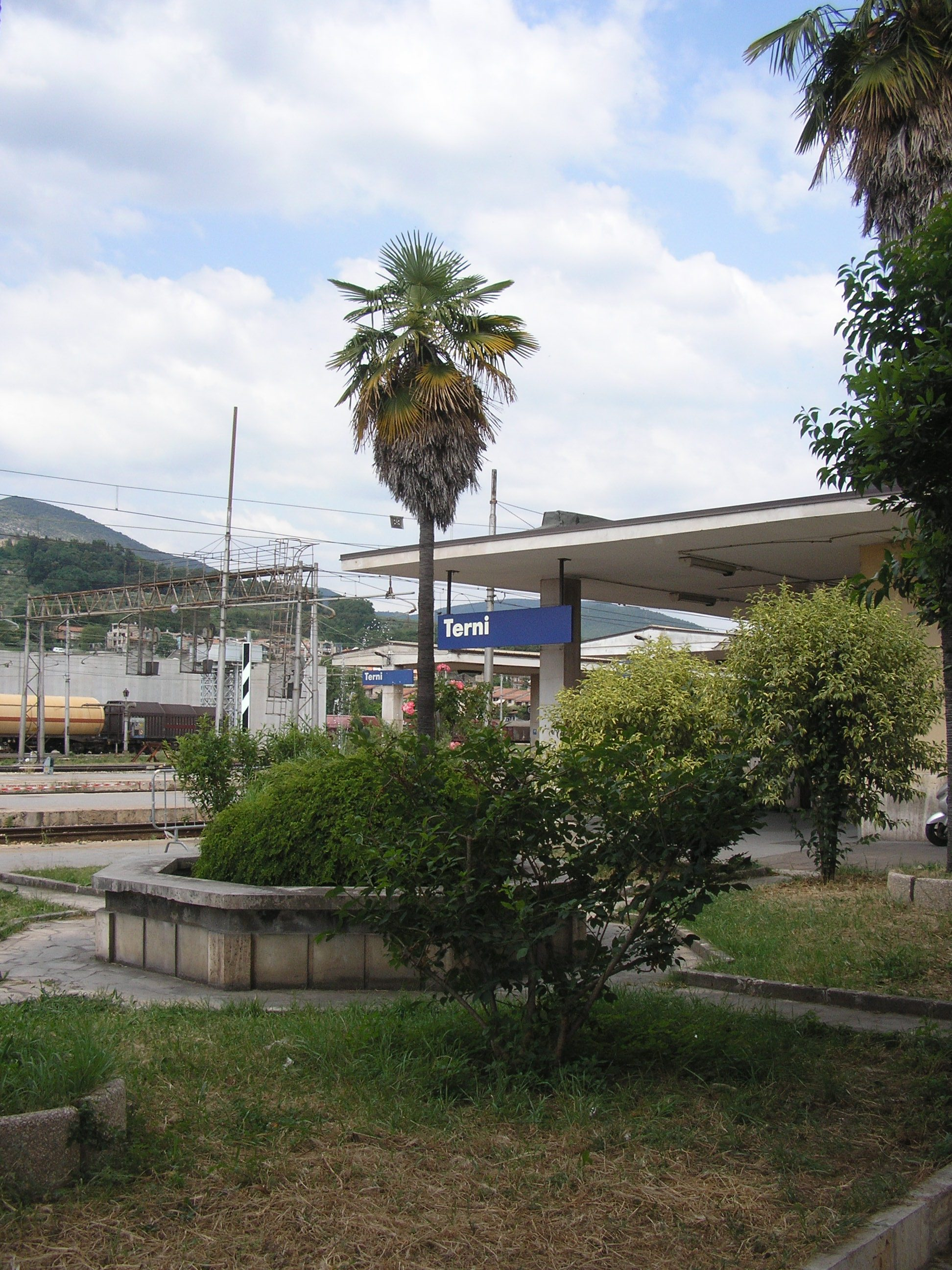
Scorcio della stazione.
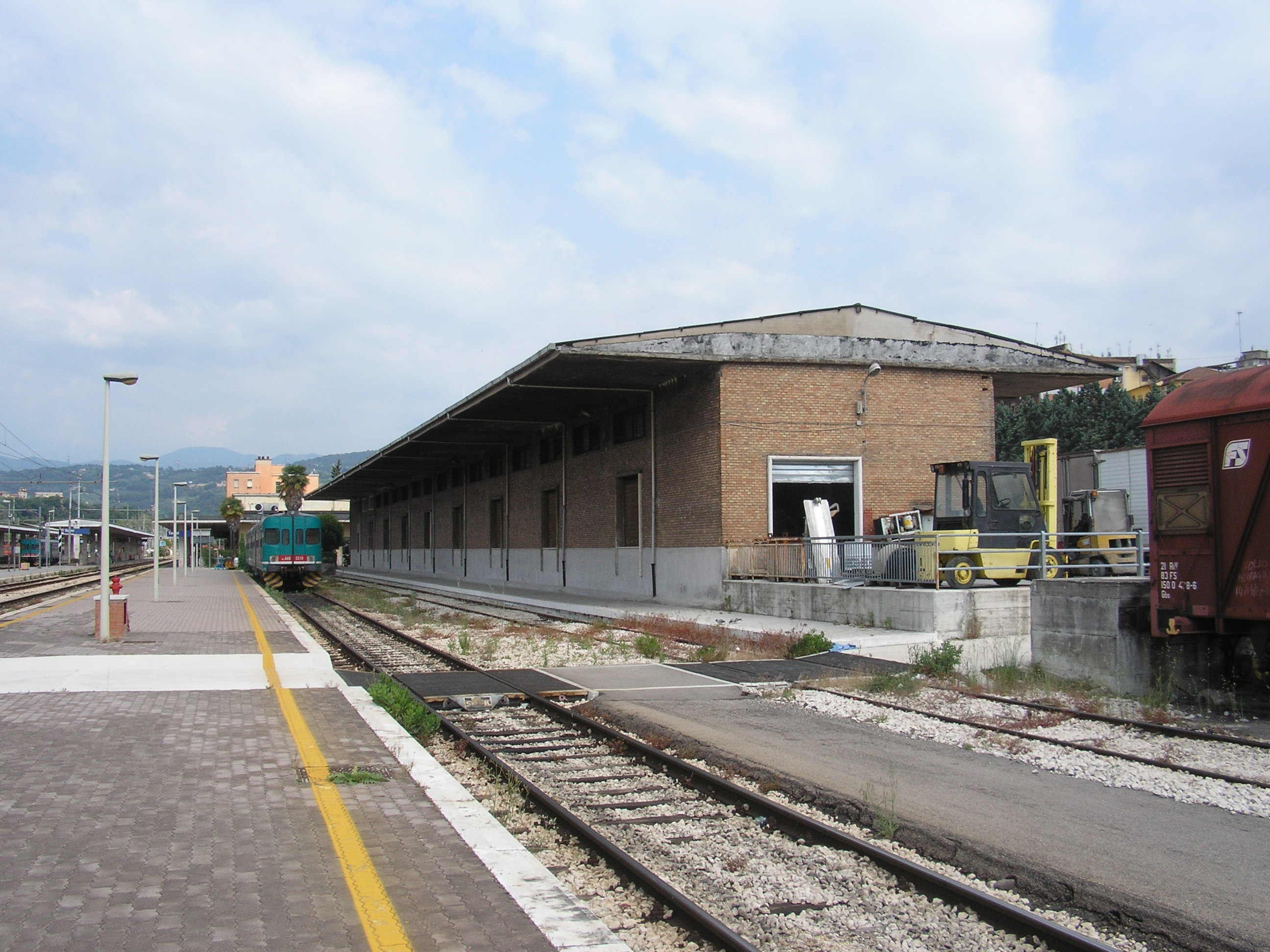
Binari tronchi e magazzino.
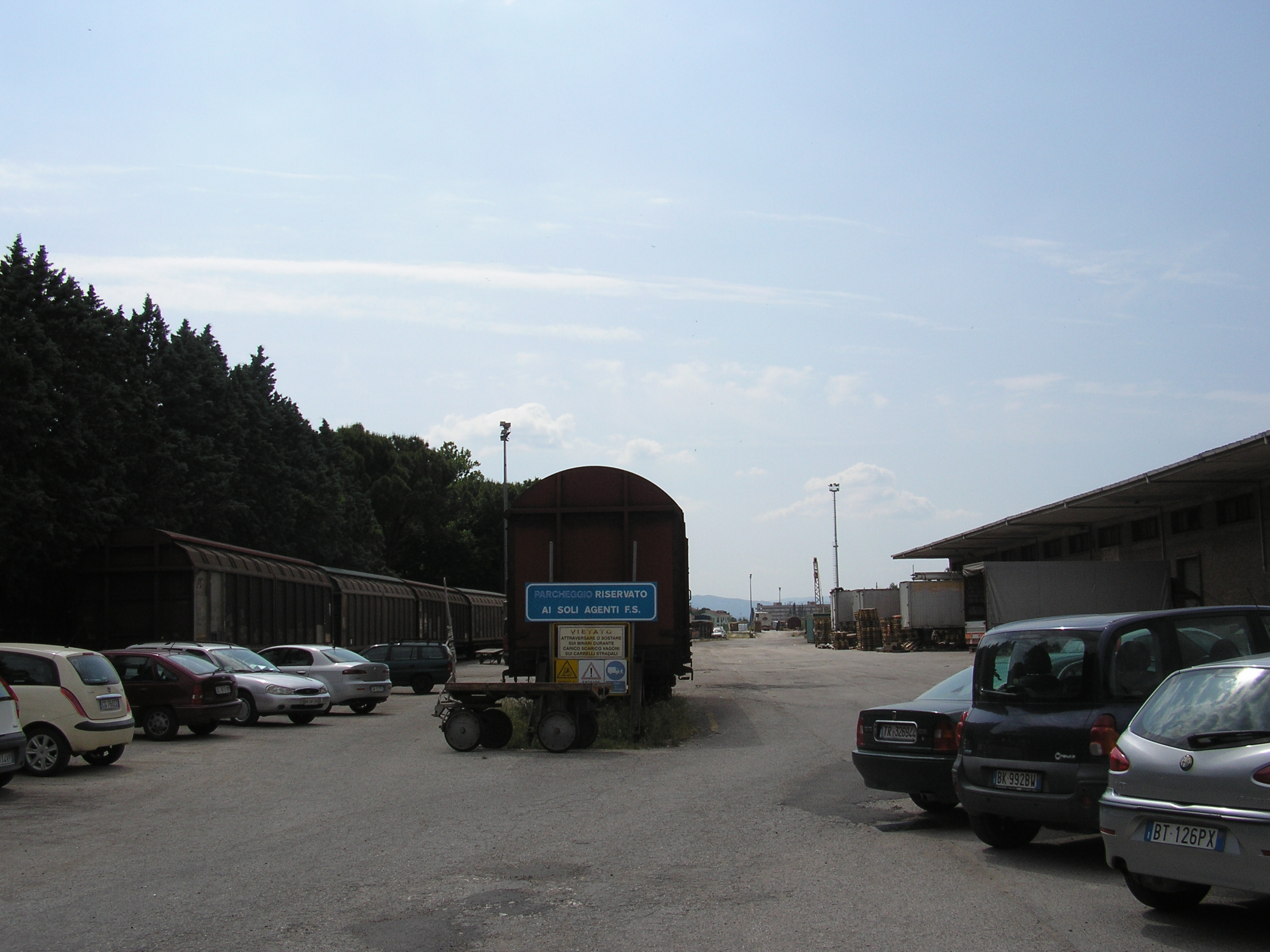
Scalo merci.
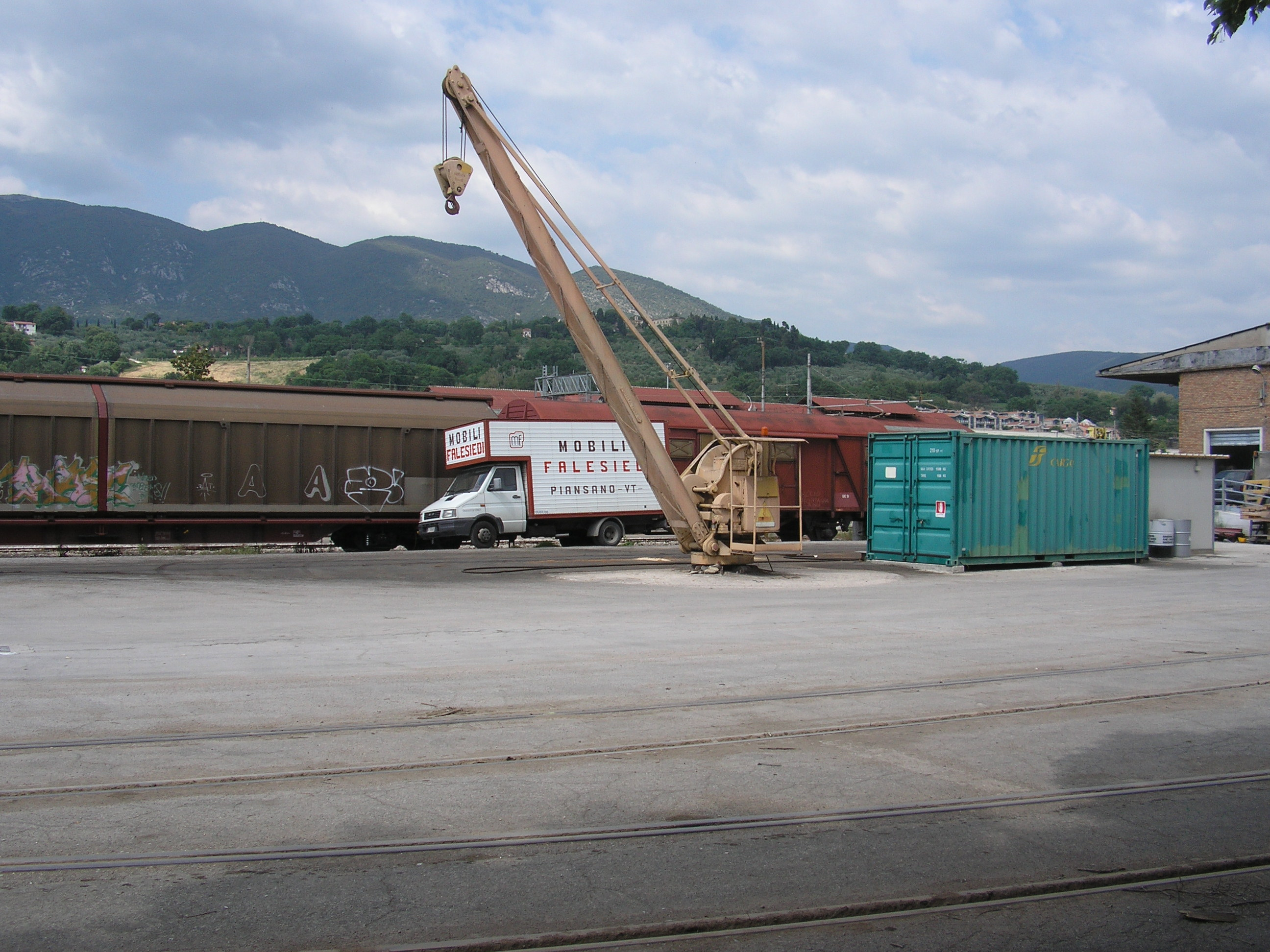
Treni fermi presso lo scalo merci.
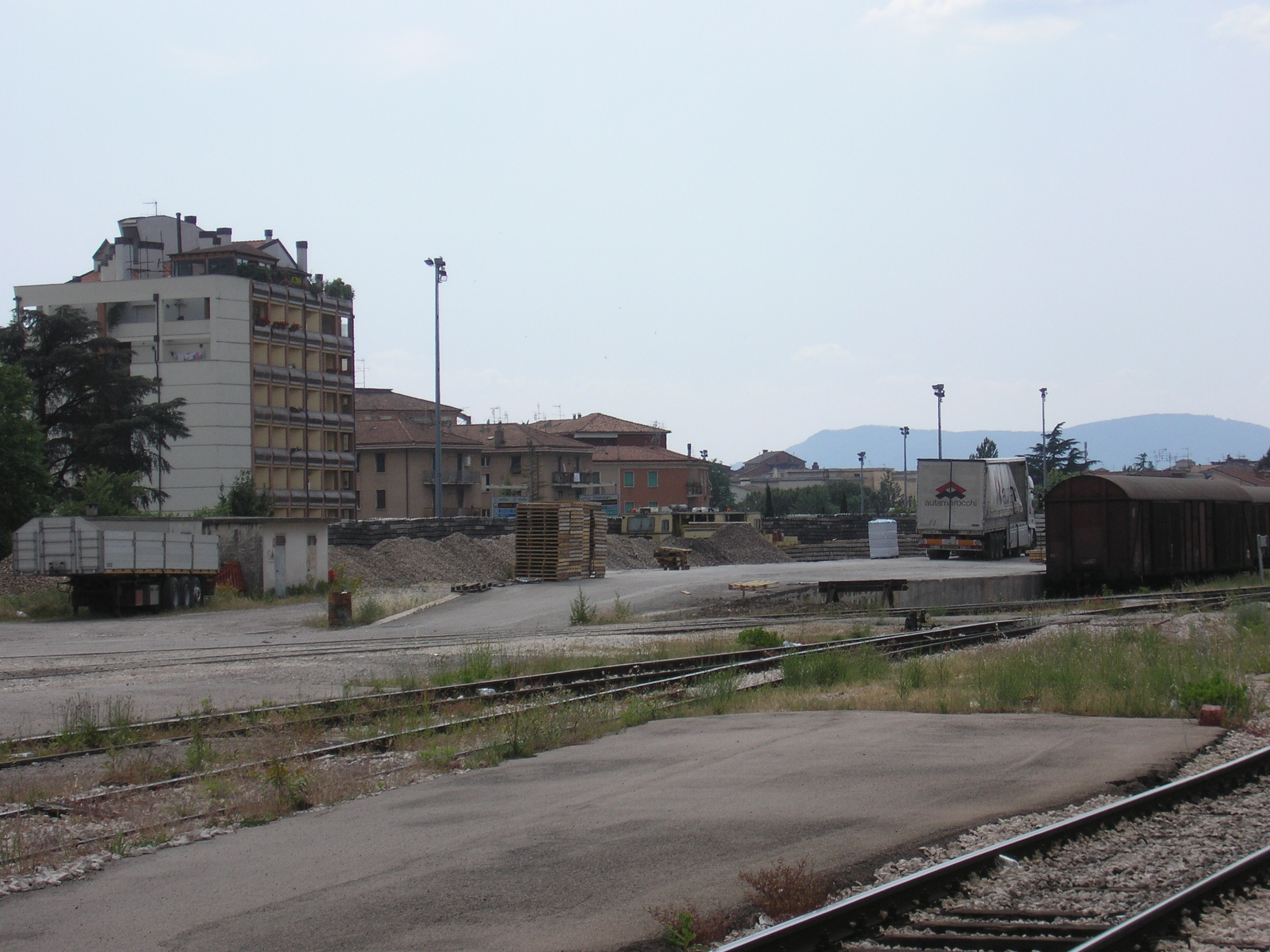
Deposito.